# Седларево (Болгария)
Седларево (болг. Седларево) — село в Болгарии. Находится в Сливенской области, входит в общину Котел. Население составляет 52 человека.

## Политическая ситуация
Седларево подчиняется непосредственно общине и не имеет своего кмета.
Кмет (мэр) общины Котел — Христо Русев Киров (коалиция партий: национальное движение «Симеон Второй» (НДСВ) и движение «За права и свободы» (ДПС)) по результатам выборов в правление общины.